# Sorsele (comune)
Sorsele è un comune svedese di 2 749 abitanti, situato nella contea di Västerbotten. Il suo capoluogo è la cittadina omonima.